# Trebisht
Trebisht là một xã trong quận Bulqizë thuộc hạt Dibër, Albania. Dân số năm 2005 là 1590 người.